# طیف‌سنجی جرمی زمان پرواز

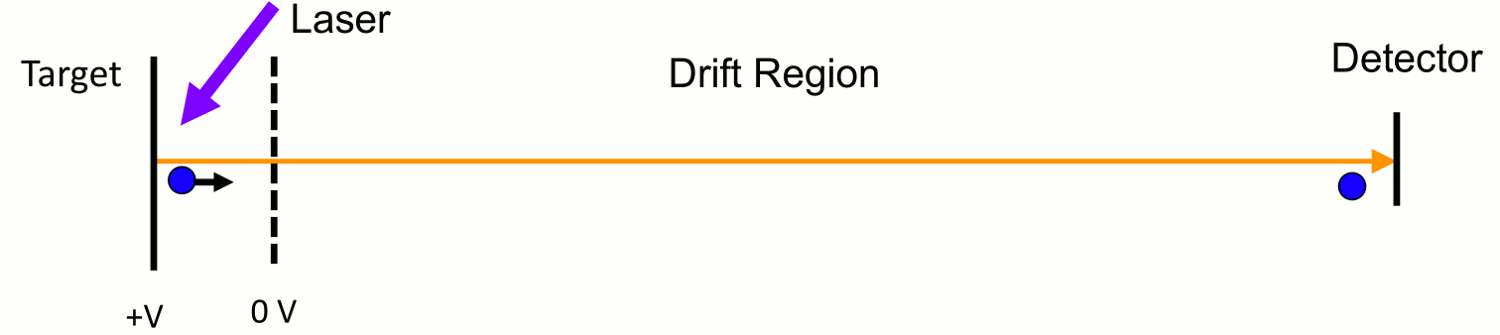
طیف سنج جرمی یونیزاسیون زمان پرواز با لیزر که در آن یونها با استفاده از جرم در یک منطقه رانش عاری از میدان قبل از تشخیص شتاب گرفته و از هم جدا می‌شوند.

طیف سنجی جرمی زمان پرواز (TOFMS) یک روش طیف سنجی جرمی است که در آن اندازه‌گیری یک یون از طریق نسبت جرم به بار و مدت زمان پرواز صورت می‌گیرد. یون‌ها توسط یک میدان الکتریکی با قدرت مشخض شتاب داده می‌شوند. این شتاب باعث می‌شود که یون دارای انرژی جنبشی مشابهی با هر یون دیگر که بار مشابهی دارد، داشته باشد. سرعت یون بستگی به نسبت نسبت جرم به بار دارد (یونهای سنگین تر با همان بار به سرعت‌های کمتری به انتها می‌رسند، گرچه یونهای با بار بیشتر نیز سرعت را افزایش می‌دهند). زمانی که برای رسیدن یون به آشکارساز در مسافت مشخص طی شده انجام می‌شود، اندازه‌گیری می‌شود. این زمان به سرعت یون بستگی دارد و بنابراین اندازه‌گیری نسبت جرم به بار آن است. از این نسبت و پارامترهای آزمایشی شناخته شده، می‌توان یون را شناسایی کرد.

## تئوری

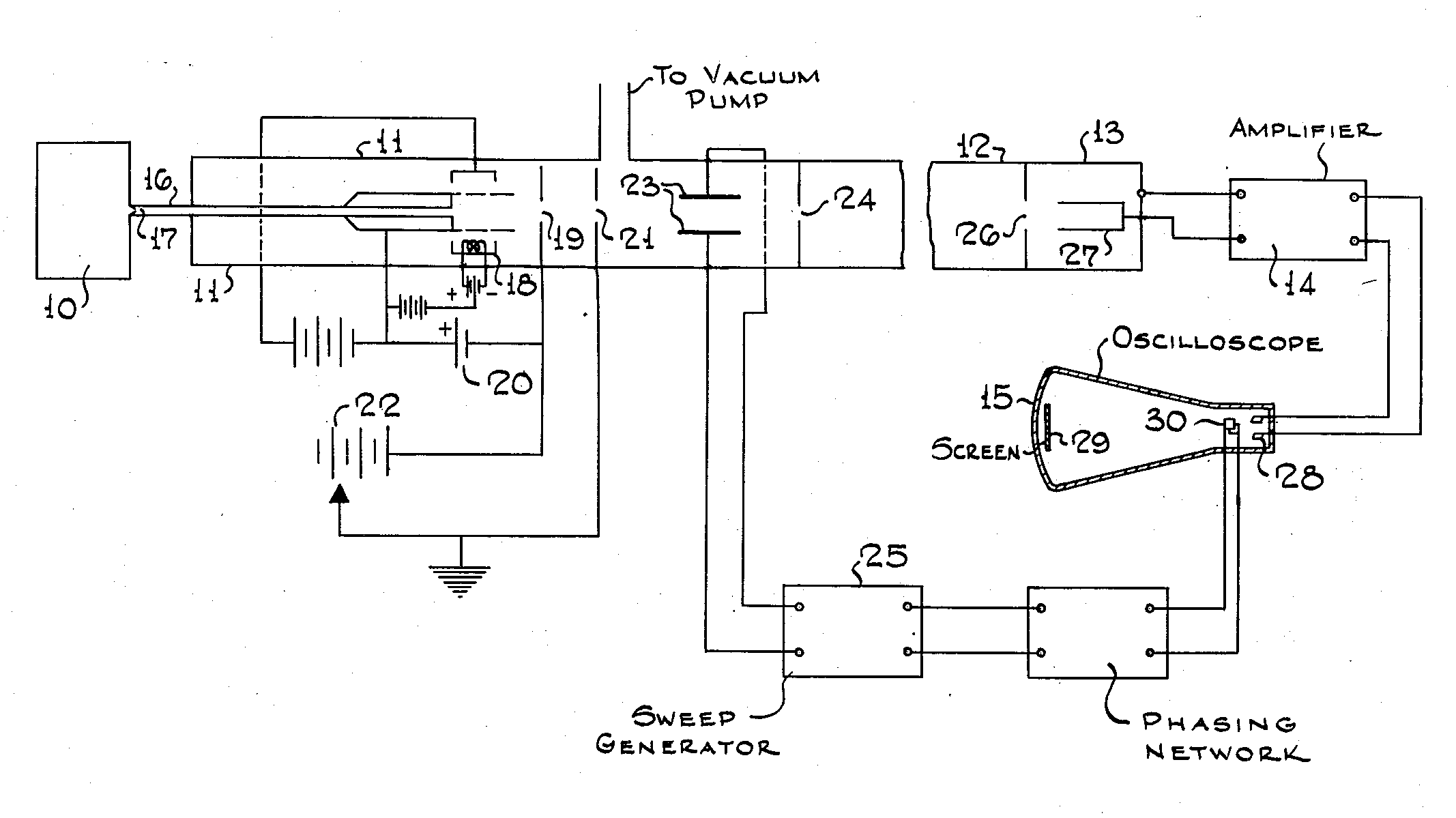
شکل موجود ثبت اختراع ویلیام ای. استفانز ۱۹۵۲.

انرژی پتانسیل یک ذره باردار در یک میدان الکتریکی با بار ذره و قدرت میدان الکتریکی مرتبط است: 

| {\displaystyle E_{\mathrm {p} }=qU\,} | \| \| \| \| \| \| \| \| | (1) |
|                                       |                         |     |
|                                       |                         |     |
 در جایی که E p انرژی پتانسیل است، q بار ذره و U اختلاف پتانسیل الکتریکی است (همچنین به عنوان ولتاژ نیز شناخته می‌شود).

هنگامی که ذره باردار شده توسط ولتاژ U در لوله زمان پرواز (لوله TOF یا لوله پرواز) شتاب می‌یابد، انرژی پتانسیل آن به انرژی جنبشی تبدیل می‌شود. انرژی جنبشی هر جرم عبارت است از: 

| {\displaystyle E_{\mathrm {k} }={\frac {1}{2}}mv^{2}} | \| \| \| \| \| \| \| \| | (2) |
|                                                       |                         |     |
|                                                       |                         |     |
 در واقع، انرژی پتانسیل به انرژی جنبشی تبدیل می‌شود، بدین معنی که معادلات (1) و (2) برابر هستند 

| {\displaystyle E_{\mathrm {p} }=E_{\mathrm {k} }\,} | \| \| \| \| \| \| \| \| | (3) |
|                                                     |                         |     |
|                                                     |                         |     |

| {\displaystyle qU={\frac {1}{2}}mv^{2}\,} | \| \| \| \| \| \| \| \| | (4) |
|                                           |                         |     |
|                                           |                         |     |
سرعت ذرات باردار پس از شتاب تغییر نخواهد کرد زیرا در یک لوله بدون میدان زمان پرواز حرکت می‌کند. سرعت ذره را می‌توان در یک لوله زمان پرواز تعیین کرد زیرا طول مسیر (d) پرواز یون مشخص است و می‌توان زمان پرواز یون (t) را با استفاده از یک دیجیتایزر گذرا یا مبدل زمان دیجیتال اندازه‌گیری کرد.

بدین ترتیب، 

| {\displaystyle v={\frac {d}{t}}\,} | \| \| \| \| \| \| \| \| | (5) |
|                                    |                         |     |
|                                    |                         |     |
 و مقدار v را در (5) در (4) جایگزین می کنیم. 

| {\displaystyle qU={\frac {1}{2}}m\left({\frac {d}{t}}\right)^{2}\,} | \| \| \| \| \| \| \| \| | (6) |
|                                                                     |                         |     |
|                                                                     |                         |     |
 نوآرایی (6) به گونه ای که زمان پرواز با سایر موارد بیان شده‌است: 

| {\displaystyle t^{2}={\frac {d^{2}}{2U}}{\frac {m}{q}}\,} | \| \| \| \| \| \| \| \| | (7) |
|                                                           |                         |     |
|                                                           |                         |     |
ریشه مربع زمان را می‌دهد، 

| {\displaystyle t={\frac {d}{\sqrt {2U}}}{\sqrt {\frac {m}{q}}}\,} | \| \| \| \| \| \| \| \| | (8) |
|                                                                   |                         |     |
|                                                                   |                         |     |
 این فاکتورها برای زمان پرواز به صورت هدفمند دسته‌بندی شده‌اند. {\displaystyle {\frac {d}{\sqrt {2U}}}} حاوی ثابتهایی است که در صورت آنالیز مجموعه ای از یونها در یک پالس واحد شتاب تغییر نمی‌کنند. (8) بنابراین می‌تواند به این شرح باشد: 

| {\displaystyle t=k{\sqrt {\frac {m}{q}}}\,} | \| \| \| \| \| \| \| \| | (9) |
|                                             |                         |     |
|                                             |                         |     |
 جایی که k یک ثابت تناسب است که فاکتورهای مربوط به تنظیمات و خصوصیات ابزار را نشان می‌دهد.
(9) واضح تر نشان می‌دهد که زمان پرواز یون با ریشه دوم نسبت به جرم به بار آن (m / q) متفاوت است.
نمونه ای از دنیای واقعی یک دستگاه طیف سنج جرمی در زمان پرواز MALDI را در نظر بگیرید که برای تولید طیف گسترده‌ای از تریپسین پپتیدهای یک پروتئین استفاده می‌شود.
فرض کنید جرم یک تریپسین پپتید ۱۰۰۰ دالتون (Da) است. نوع یونش پپتیدهای تولید شده توسط MALDI معمولاً یونهای ۱+ است، بنابراین در هر دو مورد q = e.

فرض کنید این ابزار برای افزایش سرعت یون‌ها در پتانسیل U = ۱۵٬۰۰۰ ولت (۱۵ کیلوولت یا ۱۵ کیلو ولت) تنظیم شده‌است؛ و طول لوله پرواز ۱٫۵ متر (معمولی) باشد. اکنون تمام فاکتورهای لازم برای محاسبه زمان پرواز یونها برای (8) شناخته شده‌است که در مرحله اول از یون جرم 1000 Da ارزیابی می‌شود: 

| {\displaystyle t={\frac {1.5\;\mathrm {m} }{\sqrt {2(15000\;\mathrm {V} )}}}{\sqrt {\frac {(1000\;\mathrm {Da} )(1.660538921\times 10^{-27}\;\mathrm {kg\;Da} ^{-1})}{+1.602\times 10^{-19}\;\mathrm {C} }}}} | \| \| \| \| \| \| \| \| | (10) |
| |                         |      |
| |                         |      |
 توجه داشته باشید که این جرم بر حسب دالتون (Da) است و باید به کیلوگرم (kg) باید تبدیل شود تا امکان ارزیابی معادله در واحدهای مناسب فراهم شود. مقدار نهایی باید در چند ثانیه باشد:
{\displaystyle t=2.792\times 10^{-5}\;\mathrm {s} }
که حدود ۲۸ میکروثانیه است. اگر یک یون پپتید تریپتیک به تنهائی با شارژ 4000 Da وجود داشته باشد و چهار برابر بزرگتر از جرم 1000 Da باشد، دو برابر زمان یا حدود ۵۶ میکرو ثانیه برای عبور لوله پرواز طول می‌کشد، زیرا زمان متناسب با ریشه دوم نسبت جرم به بار است.

## کتابشناسی - فهرست کتب
- Cotter, Robert J. (1994). Time-of-flight mass spectrometry. Columbus, OH: American Chemical Society. ISBN 978-0-8412-3474-1.
- Ferrer, Imma; Thurman, E. M. (2009). Liquid chromatography-Time of Flight Mass Spectrometry: Principles, Tools and Applications for Accurate Mass Analysis. New York, NJ: Wiley. ISBN 978-0-470-13797-0.
- Ferrer, Imma; Thurman, E. M. (2005). "Measuring the Mass of an Electron by LC/TOF-MS: A Study of "Twin Ions"". Anal Chem. 77 (10): 3394–3400. doi:10.1021/ac0485942. PMID 15889935.
- A. E. Cameron & D. F. Eggers Jr (1948). "An ion "velocitron"". Rev Sci Instrum. 19 (9): 605–607. Bibcode:1948RScI...19..605C. doi:10.1063/1.1741336.
- W. E. Stephens (1946). "A pulsed mass spectrometer with time dispersion". Bull Am Phys Soc. 21 (2): 22.